# Srijemska Rača
Srijemska Rača (srpski: Сремска Рача, mađarski: Racsa) je naselje u općini Srijemska Mitrovica u Srijemskom okrugu u Vojvodini.

## Stanovništvo
Prema popisu stanovništva iz 2002. godine u naselju Srijemska Rača živi 773 stanovnika, od čega 587 punoljetnih stanovnika s prosječnom starosti od 38,2 godina (36,2 kod muškaraca i 40,1 kod žena). U naselju ima 286 domaćinstva, a prosječan broj članova po domaćinstvu je 2,70.
Prema popisu iz 1991. godine u naselju je živjelo 777 stanovnika.
| Etnički sastav 2002. |            |        |
| Narod                | Stanovnika |        |
| Srbi                 | 742        | 95,98% |
| Hrvati               | 5          | 0,64%  |
| Mađari               | 2          | 0,25%  |
| Makedonci            | 2          | 0,25%  |
| Slovaci              | 2          | 0,25%  |
| Ukrajinci            | 2          | 0,25%  |
| Rumunji              | 1          | 0,12%  |
| nepoznato            | 16         | 2,06%  |

| broj stanovnika | 547   | 749   | 1001  | 1043  | 942   | 777   | 773   |
|                 | 1948. | 1953. | 1961. | 1971. | 1981. | 1991. | 2001. |

## Vanjske poveznice
- Karte, položaj vremenska prognoza
- Satelitska snimka naselja  Arhivirana inačica izvorne stranice od 8. ožujka 2021. (Wayback Machine)